# Marsdenia pinetorum
Marsdenia pinetorum är en oleanderväxtart som beskrevs av Standley och L. O. Williams. Marsdenia pinetorum ingår i släktet Marsdenia och familjen oleanderväxter. Inga underarter finns listade i Catalogue of Life.